# Comté d'Amherst
Le comté d'Amherst est un comté de Virginie, aux États-Unis. Il est situé dans la région du Piedmont. Il a été créé en 1761 par distraction du comté d'Albemarle et nommé en l'honneur de Lord Jeffery Amherst. Le comté a ensuite été réduit en 1807 pour former le comté de Nelson. Le siège du comté est établi à Amherst
Au recensement de 2010, la population du comté était 32 353 habitants, sur un territoire de 1 241 km2. Il fait partie de l'aire métropolitaine de Lychburg.

## Géolocalisation
| Comté de Rockbridge |                                       | Comté de Nelson    |
|                     | comté d'Amherst                       |                    |
| Comté de Bedford    | Ville de Lynchburg, Comté de Campbell | Comté d'Appomattox |